# Long’anqiao (köpinghuvudort i Kina, Heilongjiang Sheng, lat 47,52, long 124,44)
Long'anqiao (kinesiska: 龙安桥, 龙安桥镇) är en köpinghuvudort i Kina. Den ligger i provinsen Heilongjiang, i den nordöstra delen av landet, omkring 260 kilometer nordväst om provinshuvudstaden Harbin. Antalet invånare är 14 105. Befolkningen består av 6 889 kvinnor och 7 216 män. Barn under 15 år utgör 15,0 %, vuxna 15-64 år 77 %, och äldre över 65 år 6,0 %.
Runt Long'anqiao är det ganska tätbefolkat, med 90 invånare per kvadratkilometer. Det finns inga andra samhällen i närheten. Omgivningarna runt Long'anqiao är en mosaik av jordbruksmark och naturlig växtlighet.
Genomsnittlig årsnederbörd är 675 millimeter. Den regnigaste månaden är juli, med i genomsnitt 223 mm nederbörd, och den torraste är januari, med 5 mm nederbörd.